# Gaston Doumergue
Gaston Doumergue, född 1 augusti 1863, död 18 juni 1937, var en fransk politiker.
Doumergue gick i skola i Nîmes men kom tidigt till Paris för att studera juridik. Efter några års advokatverksamhet i Nîmes 1885-1890 vistades han två år som domare i Cochinkina, ett i Algeriet. 1893 valdes han till radikal-socialistisk deputerad för Nîmes och tillhörde därefter detta parti, om än dess moderata flygel. Som sådan samarbetade han med vänstern och stod efter första världskriget närmare Raymond Poincaré än Édouard Daladier. 
Han blev tidigt populär i kammaren och var 1895-1896 dess sekreterare och blev efter vägande inlägg i koloniala frågor kolonialminister i Émile Combes regering 1902-1905. Doumergue var vicepresident i kammaren 1905-1906 och ingick 1906 som handelsminister i Ferdinand Sarriens regering och kvarstod som sådan även i Georges Clemenceaus första regering. När Clemenceau ombildade sin regering, blev Doumergue undervisningsminister och innehade även denna befattning under Clemenceaus andra regering och Aristide Briands första regering 1908-10. 1910 blev han senator, och var vid flera tillfällen ordförande dels för senatens största partigrupp demokratiska vänstern, dels för utrikes- och marinutskotten. Doumergue understödde kraftigt förslaget om treårig värnplikt och åtog sig, sedan Louis Barthou störtats, uppdraget att bilda ministär. I denna innehade han även utrikesministerportföljen. 
Sedan nyvalen gjort att kammaren fått en majoritet mot den treåriga värnplikten, avgick Doumergue i maj 1914 men ingick efter första världskrigets utbrott 3 augusti samma år som utrikesminister i René Vivianis regering. Inom kort bytte han denna post mot den som kolonialminister. Som chef för kolonialministeriet kvarstod han under regeringarna Viviani och Briand ända till mars 1917, då han sändes till Ryssland som Frankrikes representant vid de allierades konferens. Återkommen därifrån, återinträdde han i senaten, valdes 1923 till dess president och understödde kraftigt Poincarés politik. 13 juni 1924 valdes han med 515 röster av 860 till republikens president. Han beslutade sig 1931 att inte ställa upp för återval sedan hans mandatperiod gått ut.

## Utmärkelser
- Riddare av Serafimerorden, 26 april 1927.[8]
- Kommendör med stora korset av Nordstjärneorden, 1908.[9]
- Asteroiden 3881 Doumergua[10]